# Catanduvas (Santa Catarina)
Catanduvas – miasto i gmina w Brazylii, w stanie Santa Catarina. Znajduje się w mezoregionie Oeste Catarinense i mikroregionie Joaçaba.